# Campeonato Capixaba 1917
In 1917 werd het eerste Campeonato Capixaba gespeeld voor voetbalclubs uit de Braziliaanse staat Espírito Santo. De competitie werd georganiseerd door de LSES en werd gespeeld van 3 juni tot 28 oktober en stond enkel open voor clubs uit de hoofdstad Vitória en heette dan aanvankelijk ook Campeonato da Cidade de Vitória. América werd de kampioen.
Na geschillen trokken Vitória en Moscoso zich na drie wedstrijden terug uit de competitie. Vitória won op de eerste speeldag met 19-0 van Moscoso, maar alle uitslagen van deze clubs werden geannuleerd. 

## Eindstand
| Plaats | Club       | Wed.           | W              | G              | V              | Saldo          | Ptn.           |
| ------ | ---------- | -------------- | -------------- | -------------- | -------------- | -------------- | -------------- |
| 1.     | América    | 4              | 3              | 0              | 1              | 9:6            | 6              |
| 2.     | Rio Branco | 4              | 3              | 0              | 1              | 16:2           | 6              |
| 3.     | Barroso    | 4              | 0              | 0              | 4              | 2:19           | 0              |
| 4.     | Vitória    | Teruggetrokken | Teruggetrokken | Teruggetrokken | Teruggetrokken | Teruggetrokken | Teruggetrokken |
| 5.     | Moscoso    | Teruggetrokken | Teruggetrokken | Teruggetrokken | Teruggetrokken | Teruggetrokken | Teruggetrokken |

|  | Kampioen |

## Kampioen
| Campeonato Capixaba de 1917 |
| Espírito Santo              |
| --------------------------- |
| AMÉRICA Kampioen (1° titel) |